# Hamburg Open 2025 - Qualificazioni singolare maschile
Le qualificazioni del singolare dell'Hamburg Open 2025 sono un torneo di tennis preliminare per accedere alla fase finale. I vincitori dell'ultimo turno sono entrati di diritto nel tabellone principale. In caso di ritiro di uno o più giocatori aventi diritto, a questi sono subentrati i lucky loser, ossia i giocatori che hanno perso nell'ultimo turno ma che avevano una classifica più alta rispetto agli altri partecipanti che avevano comunque perso nel turno finale.

## Teste di serie
1. Aleksandar Vukic (primo turno)
2. Aleksandar Kovacevic (qualificato)
3. Christopher O'Connell (primo turno)
4. Raphaël Collignon (qualificato)

1. Emilio Nava (primo turno)
2. Max Hans Rehberg (primo turno)
3. Borna Gojo (qualificato)
4. Vitaliy Sachko (ultimo turno, lucky loser)

## Qualificati
1. Borna Gojo
2. Aleksandar Kovacevic

1. Elias Ymer
2. Raphaël Collignon

### Lucky loser
1. Vitaliy Sachko

## Tabellone

### Legenda
| - Q = Qualificato - WC = Wild card - LL = Lucky loser | - ALT = Alternate - SE = Special Exempt - PR = Protected Ranking | - w/o = Walkover - r = Ritirato - d = Squalificato |

### Sezione 1
|  | Primo turno | Primo turno      | Primo turno      | Primo turno | Primo turno |  |  | Ultimo turno | Ultimo turno     | Ultimo turno     | Ultimo turno | Ultimo turno |  |
|  |             |                  |                  |             |             |  |  |              |                  |                  |              |              |  |
|  | 1           | Aleksandar Vukic | Aleksandar Vukic | 4           | 2           |  |  |              |                  |                  |              |              |  |
|  |             | Dimitar Kuzmanov | Dimitar Kuzmanov | 6           | 6           |  |  |              | Dimitar Kuzmanov | Dimitar Kuzmanov | 5            | 4            |  |
|  | WC          | Mika Petkovic    | Mika Petkovic    | 3           | 2           |  |  | 7/Alt        | Borna Gojo       | Borna Gojo       | 7            | 6            |  |
|  | 7/Alt       | Borna Gojo       | Borna Gojo       | 6           | 6           |  |  |              |                  |                  |              |              |  |

### Sezione 2
|  | Primo turno | Primo turno          | Primo turno          | Primo turno | Primo turno |  |  | Ultimo turno | Ultimo turno         | Ultimo turno         | Ultimo turno | Ultimo turno |  |
|  |             |                      |                      |             |             |  |  |              |                      |                      |              |              |  |
|  | 2           | Aleksandar Kovacevic | Aleksandar Kovacevic | 7           | 6           |  |  |              |                      |                      |              |              |  |
|  | WC          | Max Wiskandt         | Max Wiskandt         | 64          |             |  |  | 2            | Aleksandar Kovacevic | Aleksandar Kovacevic | 6            | 6            |  |
|  |             | Denis Yevseyev       | Denis Yevseyev       | 2           | 1           |  |  | 8            | Vitaliy Sachko       | Vitaliy Sachko       | 1            | 3            |  |
|  | 8           | Vitaliy Sachko       | Vitaliy Sachko       | 6           | 6           |  |  |              |                      |                      |              |              |  |

### Sezione 3
|  | Primo turno | Primo turno           | Primo turno | Primo turno | Primo turno |  |  | Ultimo turno | Ultimo turno | Ultimo turno | Ultimo turno | Ultimo turno |  |
|  |             |                       |             |             |             |  |  |              |              |              |              |              |  |
|  | 3           | Christopher O'Connell | 2           | 6           | 4           |  |  |              |              |              |              |              |  |
|  |             | Elias Ymer            | 6           | 3           | 6           |  |  |              | Elias Ymer   | 65           | 6            | 6            |  |
|  | WC          | Marko Topo            | 6           | 3           | 6           |  |  | WC           | Marko Topo   | 7            | 4            | 4            |  |
|  | 5           | Emilio Nava           | 3           | 6           | 2           |  |  |              |              |              |              |              |  |

### Sezione 4
|  | Primo turno | Primo turno           | Primo turno           | Primo turno | Primo turno |  |  | Ultimo turno | Ultimo turno          | Ultimo turno          | Ultimo turno | Ultimo turno |  |
|  |             |                       |                       |             |             |  |  |              |                       |                       |              |              |  |
|  | 4           | Raphaël Collignon     | Raphaël Collignon     | 6           | 7           |  |  |              |                       |                       |              |              |  |
|  |             | Patrick Zahraj        | Patrick Zahraj        | 3           | 63          |  |  | 4            | Raphaël Collignon     | Raphaël Collignon     | 6            | 6            |  |
|  |             | Daniel Dutra da Silva | Daniel Dutra da Silva | 6           | 6           |  |  |              | Daniel Dutra da Silva | Daniel Dutra da Silva | 2            | 3            |  |
|  | 6           | Max Hans Rehberg      | Max Hans Rehberg      | 4           | 4           |  |  |              |                       |                       |              |              |  |